# Exploitant de salle de cinéma
 (janvier 2010).
Si vous disposez d'ouvrages ou d'articles de référence ou si vous connaissez des sites web de qualité traitant du thème abordé ici, merci de compléter l'article en donnant les références utiles à sa vérifiabilité et en les liant à la section « Notes et références ».
 (janvier 2010).
 (octobre 2021).
L'exploitant de salle de cinéma est la personne responsable d'une salle de cinéma. Il peut avoir de multiples statuts, selon le profil du cinéma dont il s'occupe : entrepreneur indépendant, salarié du secteur public ou privé ou encore bénévole. L'expression « exploitant de salle » peut aussi désigner la société qui possède et gère la salle.
Si aucune formation spécifique en France n’est nécessaire pour devenir exploitant d’une salle de cinéma, une autorisation administrative préalable, délivrée par le Centre national du cinéma (CNC), est nécessaire. Cette formalité suppose que la salle de cinéma respecte le règlement de sécurité et les normes techniques imposées par la Commission supérieure technique de l'image et du son (CST). Une formation spécifique au métier d'exploitant de salles de cinéma pour la partie administrative est proposée par la Fémis.

## Selon les pays

### EnAllemagne
Des grands exploitants allemands de salles de cinéma sont Cinestar, Cineplex ou encore Cinemaxx.

### EnAutriche
Un grand exploitant autrichien de salles de cinéma est Cineplexx.

### EnBelgique
Un très grand exploitants belge (un des plus importants d'Europe) est Kinepolis

### EnEspagne
Les plus grands exploitants de salle de cinéma d’Espagne sont Cinesa et Yelmo Cines.

### EnFrance
L'activité commerciale de l'exploitant peut être qualifiée d’« artisanale » à « industrielle » suivant le nombre de salles qu’il exploite. Les plus grands exploitants français sont Les cinémas Pathé Gaumont, UGC et CGR. Ils sont présents sur l’ensemble du territoire français alors que les autres groupes sont plutôt centralisés dans certaines régions de la France. Par exemple MK2 n’est présent qu'à Paris. Un autre groupe présent dans l'ouest est Cinéville.

#### Responsabilités
Les fonctions de l’exploitant sont plus ou moins larges suivant son statut et la taille de l'établissement dont il s'occupe. Ainsi, un exploitant indépendant est également un chef d'entreprise, et assume toutes les responsabilités sociales qui en découlent, tandis qu'un directeur salarié a surtout comme mission d'assurer le bon fonctionnement de son cinéma.

#### Filière administrative
La convention collective nationale de l'exploitation cinématographique décrit ainsi les tâches d'un directeur de cinéma :
Le directeur est un salarié assurant la direction d'une ou de plusieurs salles de cinéma, d'un ou de plusieurs complexes.
Il est responsable, vis-à-vis de l'employeur ou de son représentant, de la bonne organisation et du bon fonctionnement des établissements qui lui sont confiés.
Il doit être apte à assurer et à surveiller avec compétence et autorité la marche complète de ces établissements.
Ses fonctions, réputées effectuées dans la limite de l'horaire d'équivalence prévu par la présente convention collective, comportent notamment :
- la discipline, la bonne tenue du personnel placé sous ses ordres ; le directeur sera informé de toutes les décisions prises concernant le personnel ;
- l'établissement et la transmission des documents administratifs et comptables et l'information du personnel ;
- l'organisation matérielle et technique du spectacle : mise en place, ordre des programmes, horaires, répétitions, publicité intérieure à l'établissement et en façade, surveillance de la publicité extérieure ;
- la responsabilité de la qualité du service dû à la clientèle et, à ce titre, la surveillance du bon fonctionnement de tous les équipements qui y concourent, l'accueil du public et l'animation commerciale des établissements, les relations extérieures et la promotion des établissements et des films ;
- la bonne application de la législation et de la réglementation en vigueur (sécurité du public, réglementation du CNC, interdiction aux mineurs, réglementation du travail et de l'hygiène...) ;
- la prise de toutes les dispositions en cas d'incident et l'information de son employeur ;
- la responsabilité des fonds et des stocks ;
- les opérations de gestion et commerciales d'usage.

La réalisation de certaines de ces tâches peut être déléguée à un adjoint ou un assistant, selon la taille de l'établissement. Dans le cas de cinémas associatifs dont le fonctionnement est totalement (ou presque) assuré par des bénévoles, le Président de l'association est généralement le titulaire de l'autorisation d'exploitation, mais les tâches de gestion sont réparties entre plusieurs adhérents.
Outre les tâches précisées ci-dessus, l'exploitant peut en assurer d'autres, selon le mode d'organisation du cinéma

##### Filière technique
La convention collective nationale de l'exploitation cinématographique distingue différents niveaux de responsabilité (cadre, agent de maîtrise, employé qualifié) :
- Directeur technique
- Technicien de maintenance
- Chef d'équipe
- Projectionniste

##### Programmation
La programmation consiste à déterminer et négocier les films qui seront diffusés dans le cinéma. Cette négociation est réalisée avec les sociétés de distribution de films, selon un principe d'offre et de demande, dans un cadre réglementé par des usages professionnels et pouvant donner lieu à intervention du médiateur du cinéma en cas de conflit. L’exploitant ne peut pas diffuser un film dans son cinéma s'il n'a pas l'accord du distributeur concerné.
Selon les cinémas, la programmation est établie par semaine ou sur une période plus longue :
- programmation hebdomadaire (semaine du mercredi au mardi) : l’exploitant la réalise chaque lundi matin, en négociant avec les différents distributeurs l'obtention des films qu'il souhaite diffuser. Il doit aussi négocier l’arrêt d’un nombre de films suffisant pour pouvoir programmer les nouveautés de la semaine : ce choix s'effectue souvent sur la base des entrées comptabilisées pour chaque film du mercredi au dimanche inclus.
- programmation imprimée : certains cinémas privilégient la large diffusion d'un programme imprimé, présentant précisément les films programmés. Dans ce cas, la programmation est élaborée par cycles de plusieurs semaines, le mois étant toutefois le rythme le plus usuel. L'efficacité de la communication a pour contrepartie une moindre réactivité aux succès et aux échecs, les engagements sur la période étant fermes. Ce sont surtout les cinémas art et essai qui optent pour cette formule.

Pour bénéficier d'un meilleur rapport de force dans la négociation avec les distributeurs de films et diffuser plus rapidement les meilleurs films, certains exploitants adhèrent à un groupement ou une entente de programmation, qui négocie pour plusieurs dizaines voire plusieurs centaines de salles de cinémas : on dit que ces cinémas sont « programmés ». Cette pratique est régulée par le CNC, qui impose à ces structures des engagements de programmation, afin de préserver la diversité des films diffusés et limiter les pratiques dominantes.
La programmation a une incidence sur la classification de la salle de cinéma elle-même, qui peut entrer dans la catégorie « art et essai » si elle promeut le cinéma de qualité.

##### Gestion des recettes
Enfin, l’exploitant de la salle de cinéma est chargé d’une mission envers le public. Il doit d’abord délivrer les billets de cinéma, dont la recette participe au financement de l’industrie du cinéma. En effet, la taxe spéciale additionnelle (TSA) est indexée au prix du billet. Cette dernière est versée au soutien financier de l’État aux industries cinématographiques, permettant de financer les activités de production, distribution, de l’exploitation et de l’industrie technique du cinéma. Le CNC exerce un contrôle sur les billets mis en vente, puisque c’est lui qui les édite. De plus, chaque année et grâce à un bordereau, l’exploitant devra envoyer ses recettes au CNC.
Ensuite, il est tenu, sous peine d’une amende, d’informer son public des visas accompagnant les œuvres cinématographiques. Ainsi, une personne pourra savoir quel film est interdit à quelle catégorie de personnes (-12 ans, -16 ans, -18 ans ou X). Si l’exploitant ne respecte pas cette obligation ou s’il permet l’entrée à une personne qui est visée par le visa d’exploitation, il peut être puni d’une amende.
Une fois les taxes légales (CNC, fonds de soutien...), la moitié restante du prix du ticket payé par le spectateur est versée au distributeur du film (qui répartira l'argent reçu entre ses propres frais  -frais techniques des copies livrées aux salles, publicités et promotion du film - et les producteurs), l'autre moitié est gardée par l'exploitant de la salle pour ses frais (les "murs" des cinémas, les salariés...). Les exploitants (surtout ceux utilisant les cartes et Pass illimités, les spectateurs ne déboursant pas d'argent à l'entrée des salles...) réalisent un chiffre d'affaires très important avec la confiserie, autrement dit les ventes sur place de boissons, de snacking (pop-corn, bonbons, glaces, sandwichs, salades...), dont ils gardent toutes les recettes. 

##### Promotion
Enfin, il a le devoir de promouvoir le cinéma à travers des évènements, la programmation elle seule ne suffisant pas. Il y a ainsi la Fête du cinéma au mois de juin qui permet aux spectateurs d’acheter des places à prix réduit pendant quelques jours. Ce festival est organisé par la Fédération nationale des cinémas français. Il s’agit de la principale organisation défendant les intérêts des exploitants des salles de cinéma.

### Autres sources
- Site web : www.fncf.org
- Site web : www.linternaute.com (article «  les métiers du cinéma, rencontre avec un exploitant », octobre 2005).
- Loi N°2001-426 du 15 mai 2001, article 97
- Petites Affiches, 14 juin 2001, N°118, Page 3
- La Gazette du Palais, 8 mai 2004, N°129, Page 51
- Site web : http://www.cinemaparlantquebec.ca/Cinema1930-52/pages/textbio/Textbio.jsp?textBioId=64